# Sừng Vàng

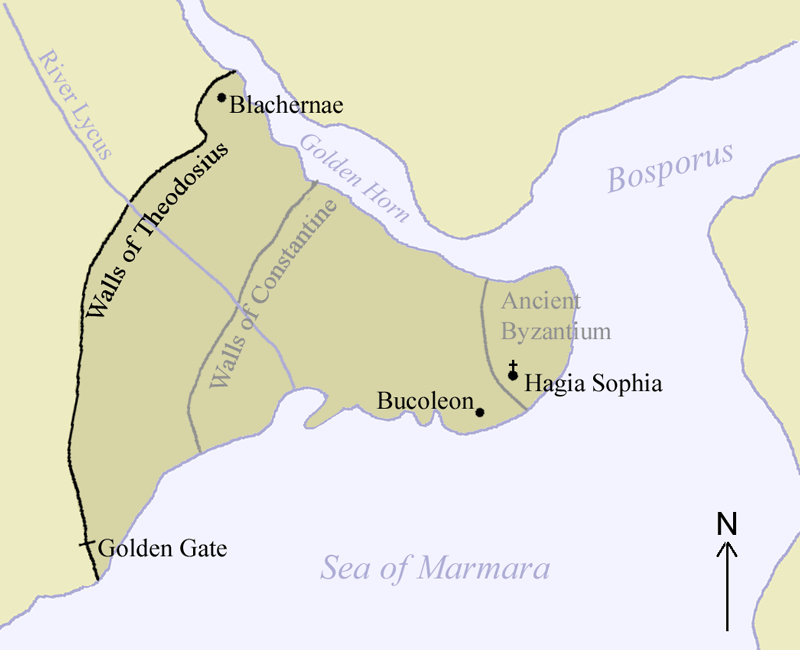
Vị trí Sừng Vàng (Golden Horn) tại cửa vào eo biển Bosphorus

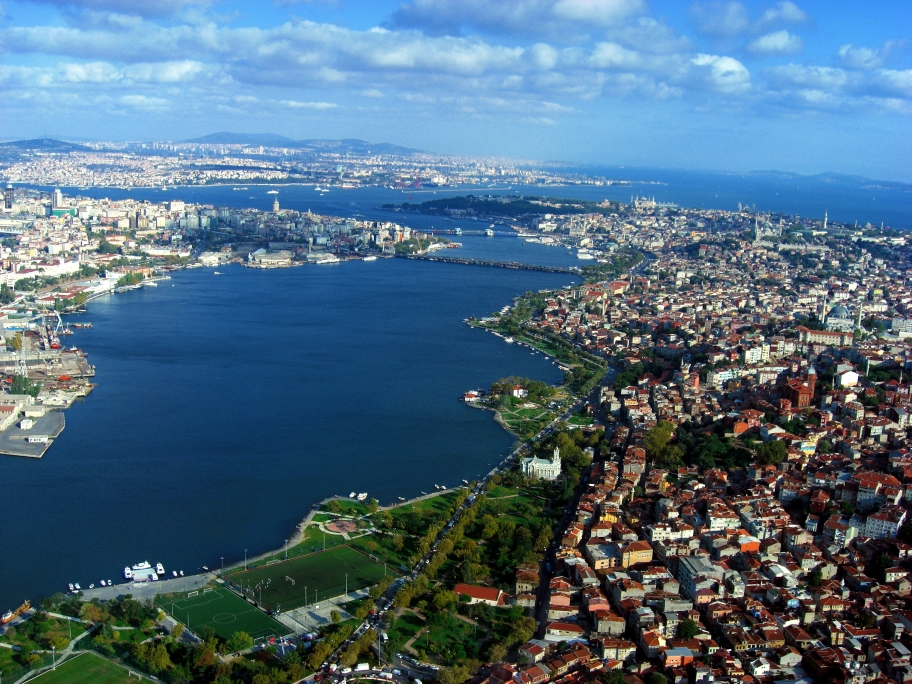
Toàn cảnh Sừng Vàng

Sừng Vàng (tiếng Thổ Nhĩ Kỳ: Halic (có nguồn gốc từ trong tiếng Ả Rập Khaleej, có nghĩa là Vịnh) hoặc Altin Boynuz (nghĩa đen "Sừng Vàng" trong tiếng Thổ Nhĩ Kỳ); tiếng Hy Lạp: Κεράτιος Κόλπος, Keratios Kolpos: vinh hình dạng sừng) là một vịnh nhỏ của eo biển Bosphorus phân chia thành phố Istanbul và hình thành bến cảng tự nhiên đã che chở các quốc gia cổ Hy Lạp, La Mã, Byzantine, Ottoman và các tàu thuyền trong hàng ngàn năm.
Đó là một cửa sông có hình mã tấu đổ vào Bosphorus ngay tại điểm eo biển đó đi vào biển Marmara, do đó tạo thành một bán đảo đầu trong số đó là "Istanbul Cổ" (Byzantion và Constantinople cổ). Tên tiếng Hy Lạp và tiếng Anh có nghĩa gần như nhau, nhưng trong tiếng Anh có thêm chữ "vàng" (Golden Horn), trong khi trong tiếng Thổ Nhĩ Kỳ tên của nó Halic chỉ đơn giản có nghĩa là "cửa sông" hay là "vịnh". Nơi đây đã chứng kiến nhiều sự cố lịch sử đầy biến động, và khung cảnh đầy kịch tính của nó đã là chủ đề của nhiều tác phẩm nghệ thuật.